# Nikola Grbić
Pour les articles homonymes, voir Grbić.
Nikola Grbić (en serbe : Никола Грбић) est un joueur yougoslave puis serbe de volley-ball né le 6 septembre 1973 à Zrenjanin (alors en RFS de Yougoslavie). Il mesure 1,95 m et joue passeur. Il totalise 315 sélections en équipe de Serbie. Il présente l'un des palmarès les plus riches et les plus variés du volley-ball mondial.

## Biographie
Il est le frère cadet de Vladimir Grbić, également joueur international serbe de volley-ball.

## Clubs
| Club                 | De        | À         |
| -------------------- | --------- | --------- |
| Vojvodina Novi Sad   | 1990-1991 | 1993-1994 |
| Gabeca Pallavolo Spa | 1994-1995 | 1994-1995 |
| Pallavolo Catane     | 1995-1996 | 1995-1996 |
| Gabeca Pallavolo Spa | 1996-1997 | 1996-1997 |
| Piemonte Volley      | 1997-1998 | 1998-1999 |
| Sisley Volley        | 1999-2000 | 1999-2000 |
| Volley Milan         | 2000-2001 | 2002-2003 |
| Pallavolo Piacenza   | 2003-2004 | 2006-2007 |
| Trentino Volley      | 2007-2008 | 2008-2009 |
| Piemonte Volley      | 2009-2010 | 2012-2013 |
| Zenit Kazan          | 2013-2014 | ...       |

## Palmarès

### Club et équipe nationale
- Jeux olympiques (1)
  - Vainqueur : 2000
- Ligue mondiale
  - Finaliste : 2003, 2005, 2009
- Championnat du monde
  - Finaliste : 1998
- Championnat d'Europe (1)
  - Vainqueur : 2001
- Ligue des champions (2)
  - Vainqueur : 2000, 2009
  - Finaliste : 2013
- Coupe des Coupes puis Top Teams Cup (2)
  - Vainqueur : 1998, 2006
  - Finaliste : 1999
- Coupe de la CEV (1)
  - Vainqueur : 2010
  - Finaliste : 2004, 2007
- Supercoupe d'Europe (2)
  - Vainqueur : 1997, 1999
- Championnat d'Italie (2)
  - Vainqueur : 2008, 2010
  - Finaliste : 1998, 2001, 2004, 2007, 2009, 2011
- Championnat de Serbie-et-Monténégro (1)
  - Vainqueur : 1994
- Coupe de Serbie-et-Monténégro (1)
  - Vainqueur : 1994
- Coupe d'Italie (3)
  - Vainqueur : 1999, 2000, 2011
  - Finaliste : 1998, 2006, 2010
- Coupe de Serbie-et-Monténégro (1)
  - Vainqueur : 1994
- Supercoupe d'Italie (1)
  - Vainqueur : 2011
  - Perdant : 1997, 1999, 2009, 2012

### Distinctions individuelles
- Meilleur passeur du championnat d'Europe 2001
- Sélectionné dans le Sept idéal du Championnat du monde 2002
- Meilleur passeur du championnat d'Europe 2005
- Meilleur passeur de la Top Teams Cup 2006
- Meilleur passeur de la Ligue mondiale 2009
- Meilleur passeur de la Coupe de la CEV 2010
- Meilleur passeur du Championnat du monde 2010
- Meilleur joueur de la coupe d'Italie 2011